# Wool
Wool – wieś w Anglii, w hrabstwie Dorset, w dystrykcie (unitary authority) Dorset. Leży 15 km na wschód od miasta Dorchester i 173 km na południowy zachód od Londynu. W 2001 miejscowość liczyła 4118 mieszkańców. W Wool znajduje się Małpi świat.